# 足利站
足利站（日语：／ Ashikaga eki */?）是位於日本栃木縣足利市伊勢町的東日本旅客鐵道（JR東日本）鐵路車站。

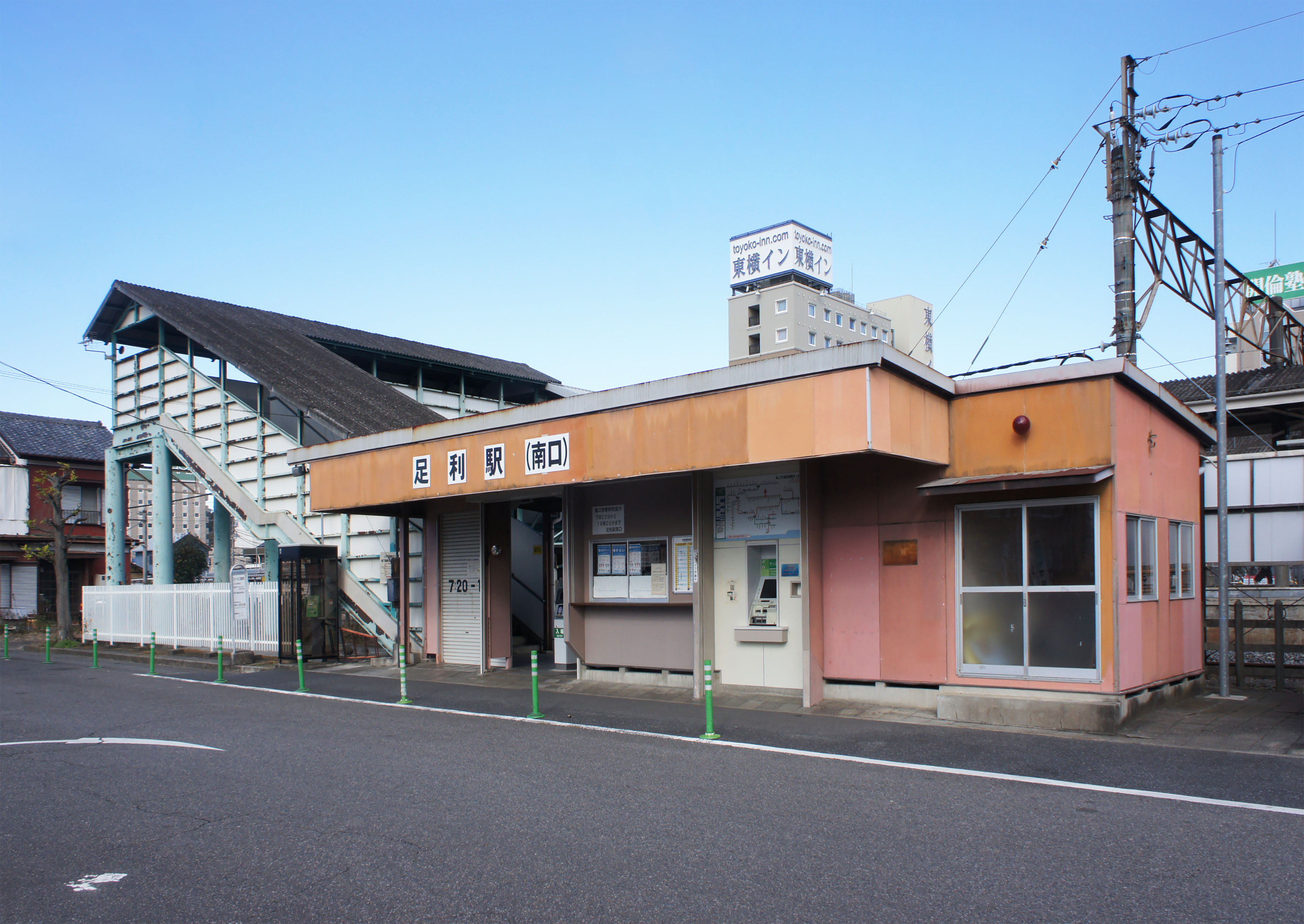
南口（2021年11月）

## 車站構造

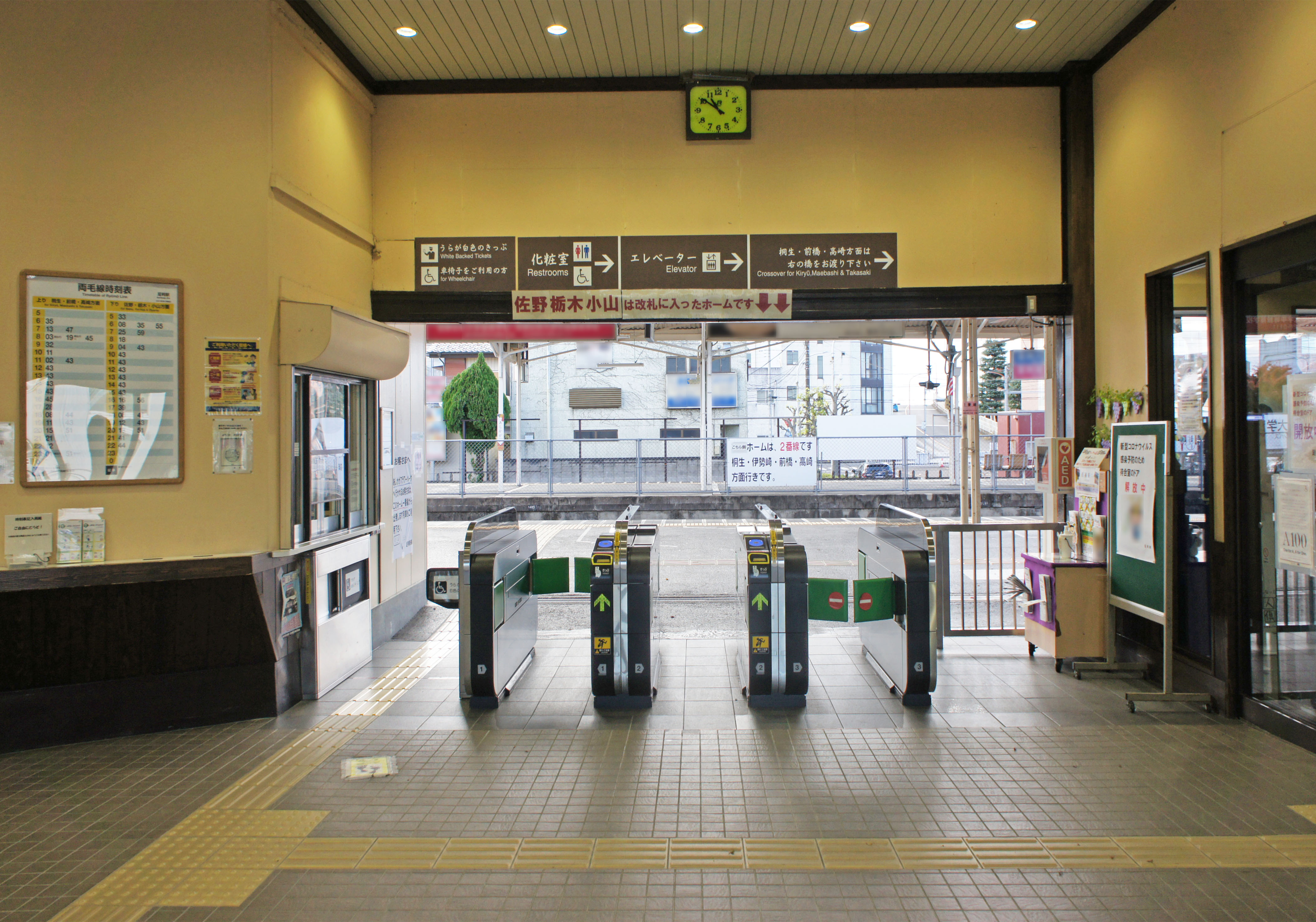
北閘口（2021年11月）

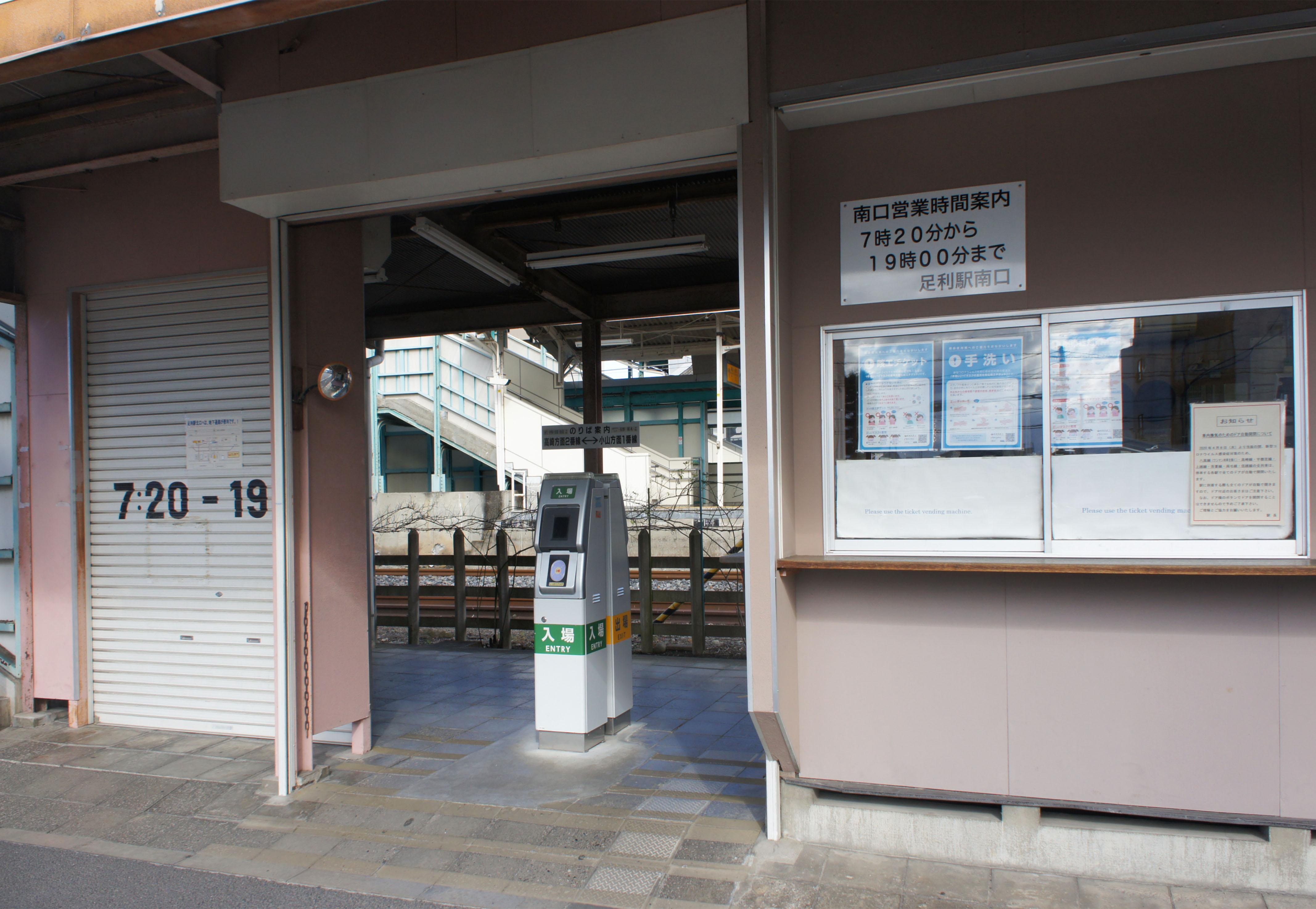
南閘口（2021年11月）

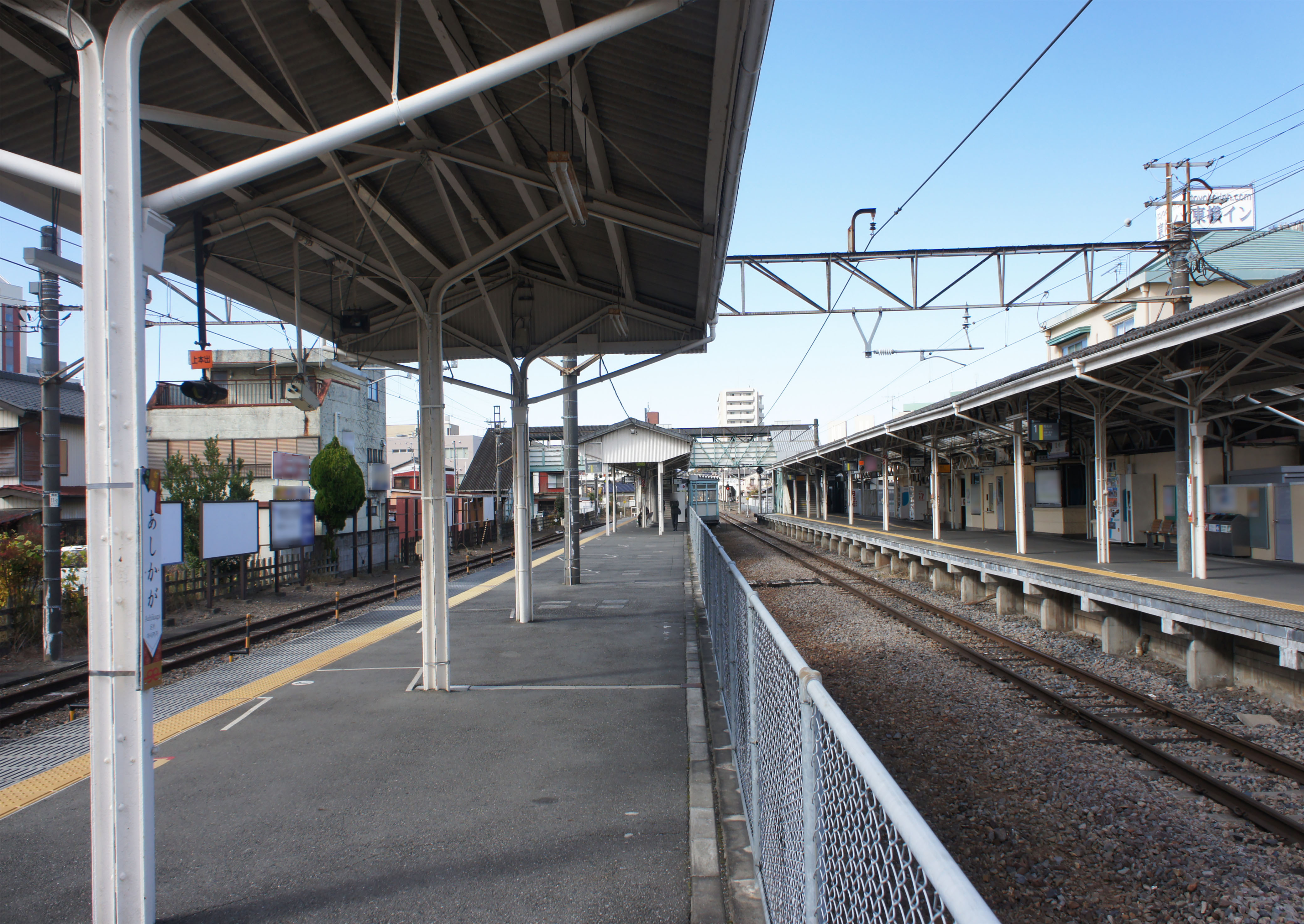
月台（2021年11月）

側式月台2面2線地面車站。各月台以跨線天橋連絡。2010年3月設立升降機，完成無障礙化。

### 月台配置
| 月台 | 路線    | 方向 | 目的地                       |
| ---- | ------- | ---- | ---------------------------- |
| 1    | ■兩毛線 | 下行 | 佐野、栃木、小山方向         |
| 2    | ■兩毛線 | 上行 | 桐生、伊勢崎、前橋、高崎方向 |

（來源：JR東日本:車站構內圖 （页面存档备份，存于））

## 使用情況
- 根據JR東日本，2019年（令和元年）度1日平均上車人次為3,158人[利用客数 1]。
  - 栃木縣內的兩毛線車站次於小山站、栃木站、佐野站排行第4位。

鄰近的東武伊勢崎線足利市站至2008年（平成20年）頃以前都比此站多人使用，2016年度（平成28年度）起兩站的使用人數規模相同。
另外，近年推移如下表。
| 年度               | 1日平均 上車人次 | 來源            |
| ------------------ | ---------------- | --------------- |
| 2000年（平成12年） | 4,189            | [ 利用客数 2 ]  |
| 2001年（平成13年） | 4,045            | [ 利用客数 3 ]  |
| 2002年（平成14年） | 3,852            | [ 利用客数 4 ]  |
| 2003年（平成15年） | 3,773            | [ 利用客数 5 ]  |
| 2004年（平成16年） | 3,586            | [ 利用客数 6 ]  |
| 2005年（平成17年） | 3,502            | [ 利用客数 7 ]  |
| 2006年（平成18年） | 3,417            | [ 利用客数 8 ]  |
| 2007年（平成19年） | 3,310            | [ 利用客数 9 ]  |
| 2008年（平成20年） | 3,295            | [ 利用客数 10 ] |
| 2009年（平成21年） | 3,267            | [ 利用客数 11 ] |
| 2010年（平成22年） | 3,318            | [ 利用客数 12 ] |
| 2011年（平成23年） | 3,305            | [ 利用客数 13 ] |
| 2012年（平成24年） | 3,373            | [ 利用客数 14 ] |
| 2013年（平成25年） | 3,471            | [ 利用客数 15 ] |
| 2014年（平成26年） | 3,366            | [ 利用客数 16 ] |
| 2015年（平成27年） | 3,386            | [ 利用客数 17 ] |
| 2016年（平成28年） | 3,345            | [ 利用客数 18 ] |
| 2017年（平成29年） | 3,318            | [ 利用客数 19 ] |
| 2018年（平成30年） | 3,314            | [ 利用客数 20 ] |
| 2019年（令和元年） | 3,158            | [ 利用客数 21 ] |

## 車站周邊
- 東武伊勢崎線足利市站位於南口步行15分鐘的距離。
- 足利學校
- 鑁阿寺
- 足利市美術館
- 足利銀行
- 群馬銀行
- 瑞穗銀行
- 埼玉里索那銀行
- SBI证券
- 白鷗大學足利高等學校
- 伊藤洋華堂
- APITA

## 可供轉乘的巴士路線
- 路線巴士（北口發着）

- - 足利市營巴士

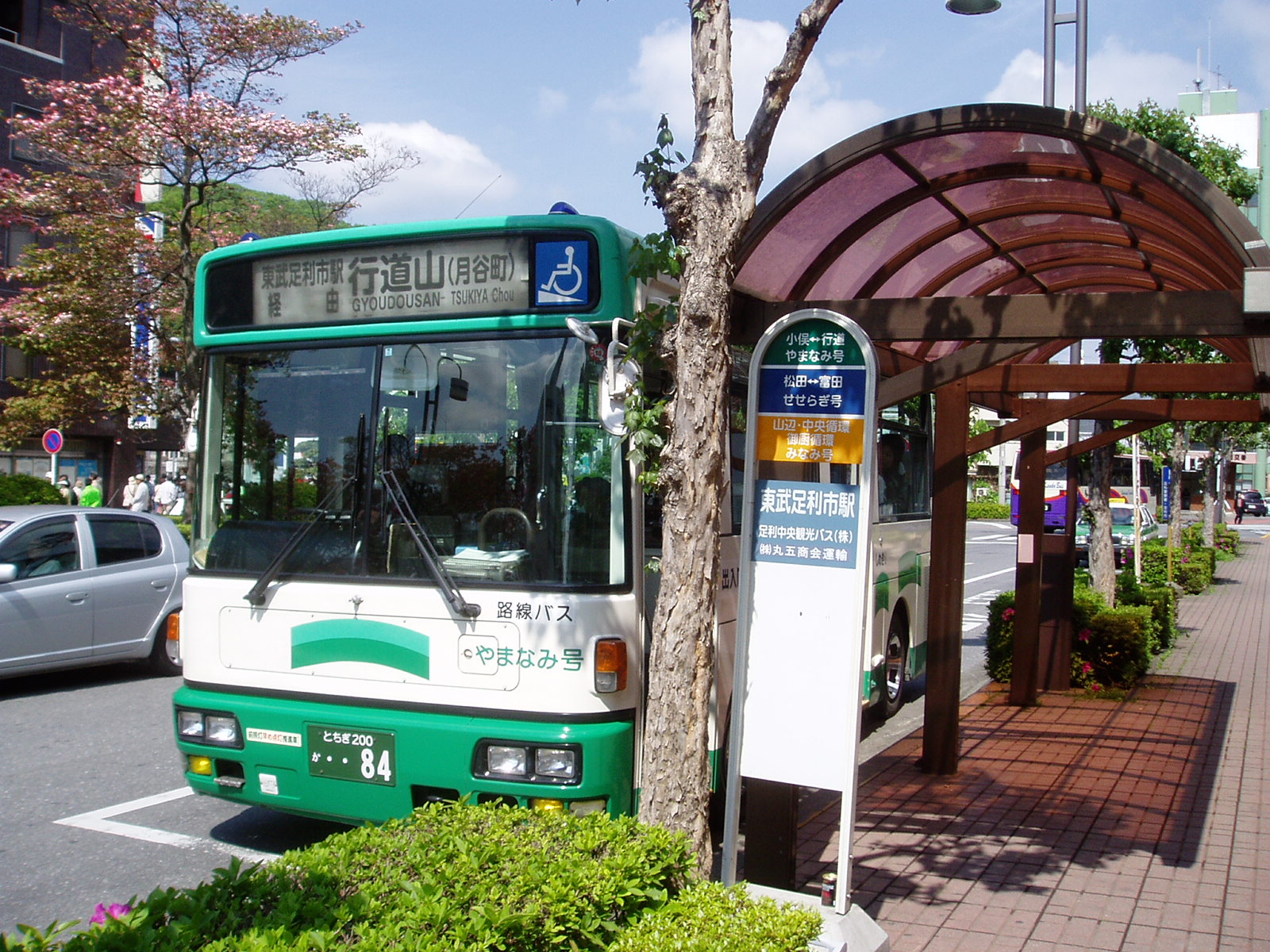
足利市營巴士

    - 小俁線（東武足利市站、山前站、、小俁站、小俁北町方面）
    - 行道線（足利學校前、市民體育館、赤松台入口、行道山方面）
    - 松田線（東武足利市站、市役所、春日團地、、松田町方面）
    - 富田線（足利病院、東幸樂莊、富田站、岡崎山方面）
    - 山邊、中央環狀線（東武足利市站、八幡郵便局、、、市役所方面）

## 历史
- 1888年（明治21年）5月22日 兩毛鐵道車站開業。
- 1897年（明治30年）1月1日　兩毛鐵道轉讓與日本鐵道。
- 1906年（明治39年）11月1日　日本鐵道國有化。成為日本國有鐵道車站。
- 1933年（昭和8年）新站舍完成。
- 1980年（昭和55年）車站南口完成。
- 1984年（昭和59年）2月1日　國鐵的貨物運輸廢止。
- 1987年（昭和62年）4月1日 國鐵分割民營化時成為東日本旅客鐵道車站。

## 相鄰車站
東日本旅客鐵道
■兩毛線
山前－足利－足利花卉公園

### 使用情況
1. ↑  . 東日本旅客鉄道.   [2019-07-06]. （原始内容存档于2019-07-05）.
2. ↑  . 東日本旅客鉄道.   [2019-03-21]. （原始内容存档于2019-03-28）.
3. ↑  . 東日本旅客鉄道.   [2019-03-21]. （原始内容存档于2019-03-28）.
4. ↑  . 東日本旅客鉄道.   [2019-03-21]. （原始内容存档于2019-03-28）.
5. ↑  . 東日本旅客鉄道.   [2019-03-21]. （原始内容存档于2019-03-28）.
6. ↑  . 東日本旅客鉄道.   [2019-03-21]. （原始内容存档于2019-03-28）.
7. ↑  . 東日本旅客鉄道.   [2019-03-21]. （原始内容存档于2019-03-28）.
8. ↑  . 東日本旅客鉄道.   [2019-03-21]. （原始内容存档于2019-03-28）.
9. ↑  . 東日本旅客鉄道.   [2019-03-21]. （原始内容存档于2019-03-28）.
10. ↑  . 東日本旅客鉄道.   [2019-03-21]. （原始内容存档于2019-03-28）.
11. ↑  . 東日本旅客鉄道.   [2019-03-21]. （原始内容存档于2019-03-28）.
12. ↑  . 東日本旅客鉄道.   [2019-03-21]. （原始内容存档于2019-03-28）.
13. ↑  . 東日本旅客鉄道.   [2019-03-21]. （原始内容存档于2019-03-28）.
14. ↑  . 東日本旅客鉄道.   [2019-03-21]. （原始内容存档于2019-03-22）.
15. ↑  . 東日本旅客鉄道.   [2019-03-21]. （原始内容存档于2016-03-04）.
16. ↑  . 東日本旅客鉄道.   [2019-03-21]. （原始内容存档于2019-03-22）.
17. ↑  . 東日本旅客鉄道.   [2019-03-21]. （原始内容存档于2019-03-22）.
18. ↑  . 東日本旅客鉄道.   [2019-03-21]. （原始内容存档于2019-03-22）.
19. ↑  . 東日本旅客鉄道.   [2019-03-21]. （原始内容存档于2019-03-22）.
20. ↑  . 東日本旅客鉄道.   [2019-07-06]. （原始内容存档于2019-07-05）.
21. ↑  . 東日本旅客鉄道.   [2020-07-12]. （原始内容存档于2020-07-10）.

## 外部連結
- 車站資訊（足利）：東日本旅客鐵道